# 沃特金斯克机器制造厂
沃特金斯克机器制造厂（俄语：Воткинский завод）位于俄罗斯联邦俄羅斯烏德穆爾特共和國沃特金斯克，是成立于1759年的历史悠久的军民两用企业，业务领域从生产战略弹道导弹一直到石油和天然气、化工、工具、冶金、机床和其他民用产品行业，还为沃特金斯克市提供热力发电和供热。
最新产品是RS-24“亚尔斯”洲际弹道导弹和R-30“布拉瓦”潜射洲际弹道导弹；另該廠據信與同為國營的「戰術導彈公司」，有份合製Kh-47M2 匕首高超音速導彈。
工厂有两个厂区：导弹总装厂区位于沃特金斯克郊外12km处。总厂位于沃特金斯克城区，生产导弹部件与民品。

## 历史[3]
18至20世纪期间，沃特金斯克工厂生产铁、锚、铁路设备和桥梁、海船和河船、蒸汽机车、挖掘机、金矿挖泥船、各种武器以及各种民用和工业设备。

### 1757-1917
1757 年，P.I. 舒瓦洛夫伯爵 获得伊丽莎白·彼得罗芙娜女皇的许可建造沃特金斯克钢铁厂，1758年开始营建，1759年开始生产。
1759年，俄罗斯历9 月 21 日（10 月 4 日公历），沃特金斯克工厂举行了落成典礼，以纪念罗斯托夫的圣德米特里。这个日期被认为是企业的诞生日。
1763年，叶卡捷琳娜二世签署了将沃特金斯克工厂移交给财政部的法令。
1779年，企业开始为为俄罗斯商船队和海军舰队制造铁锚。
1840年代，在伊利亚·彼得罗维奇·柴可夫斯基的领导下，该企业改变了专业化方向，从纯粹的冶金企业转变为机械制造企业。1847年开始生产蒸汽船，1868年开始生产蒸汽机车。
1891年，随着西伯利亚大铁路的建设，沃特金斯克工厂开始建造铁路桥梁，并逐渐成为俄罗斯最大的铁路桥梁制造商。西伯利亚大铁路上的大部分桥梁都是在沃特金斯克建造的。

### 1917-1957
第一次世界大战后的俄罗斯内战该工厂多次遭到交战各方的洗劫，最终导致该工厂停止运转，并于 1922 年被封存。
1925 年 9 月 9 日，该工厂作为农业设备制造商重新开业。
1930年12 月 31 日。该厂生产了第一台铲斗容积为1.5立方米的苏联蒸汽履带式挖掘机。
1938年1月1日，企业被移交给苏联国防工业人民委员部 ，转型为炮兵厂。

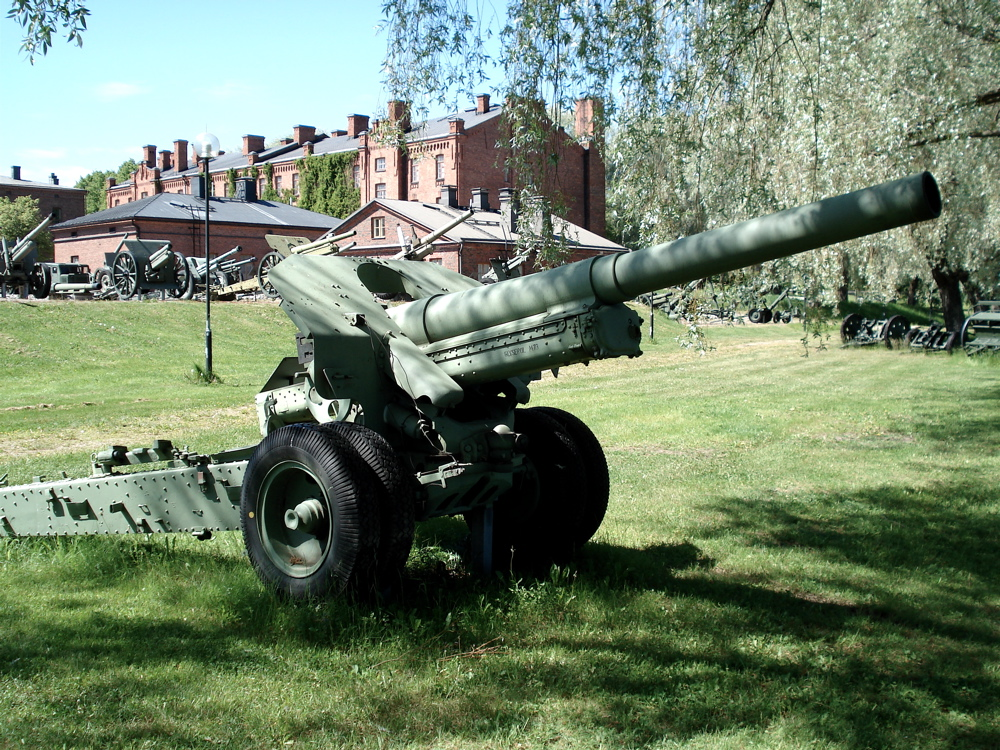
苏俄M10型152MM榴弹炮

1938年3月11日，更名为第235厂。开始生产了1938年式152毫米榴弹炮。
1941年，苏德战争的失利导致大量企业向后方迁移，列宁格勒“布尔什维克”工厂、斯大林格勒“路障”工厂、莫斯科附近的加里宁工厂、新切尔卡斯克的布琼内工厂与沃特金斯克工厂合并。
战后直至1957年，沃特金斯克机械制造厂生产了100毫米KS-19高射炮、57毫米ZIS-2反坦克炮等军用装备，同时也开展民用生产农业机械、窄轨蒸汽机车和塔式起重机。

### 1957-至今
1957年，根据苏共中央和苏联部长会议的法令，该企业改为生产弹道导弹。第一款生产的导弹是OKB-1研制的8A61战术导弹（飞毛腿A），该工厂于 1958 年生产出第一枚 8A61导弹。
该工厂还生产了核改型8A61 （R-11飛彈）- 8K11导弹，以及自1960年以来其后继者，由SKB-385开发的8K14作战战术导弹，射程可达300公里。
1962年，根据苏共中央委员会和苏联部长会议的法令，沃特金斯克机械制造厂开始研制威力更强大的9M76战术导弹，该导弹是9K76 Temp-S综合体的一部分。第一批生产型导弹于1966 年发射。“Temp-S”成为苏联武装部队苏联陆军采用的第一个采用固体燃料制导弹道导弹的导弹系统。这些导弹后根据1987 年 12 月 8 日签订的《中程核力量条约》被销毁。
1974年，掌握了移动地面导弹系统15P642“Temp-2S”的洲际导弹15Zh42的生产，1975年 - MRSD 15Zh45 RK 15P645“先锋” ，1976年 - 9K714“Oka”综合体的9M714作战战术导弹， 1989年 - 9K79-1 Tochka-U复合体的9M79-1战术导弹。
1987年，苏联和美国之间的《中程核力量条约》将沃特金斯克工厂列为接受持续检查的企业，以防止违反该条约（第十一条，第6b款） 。

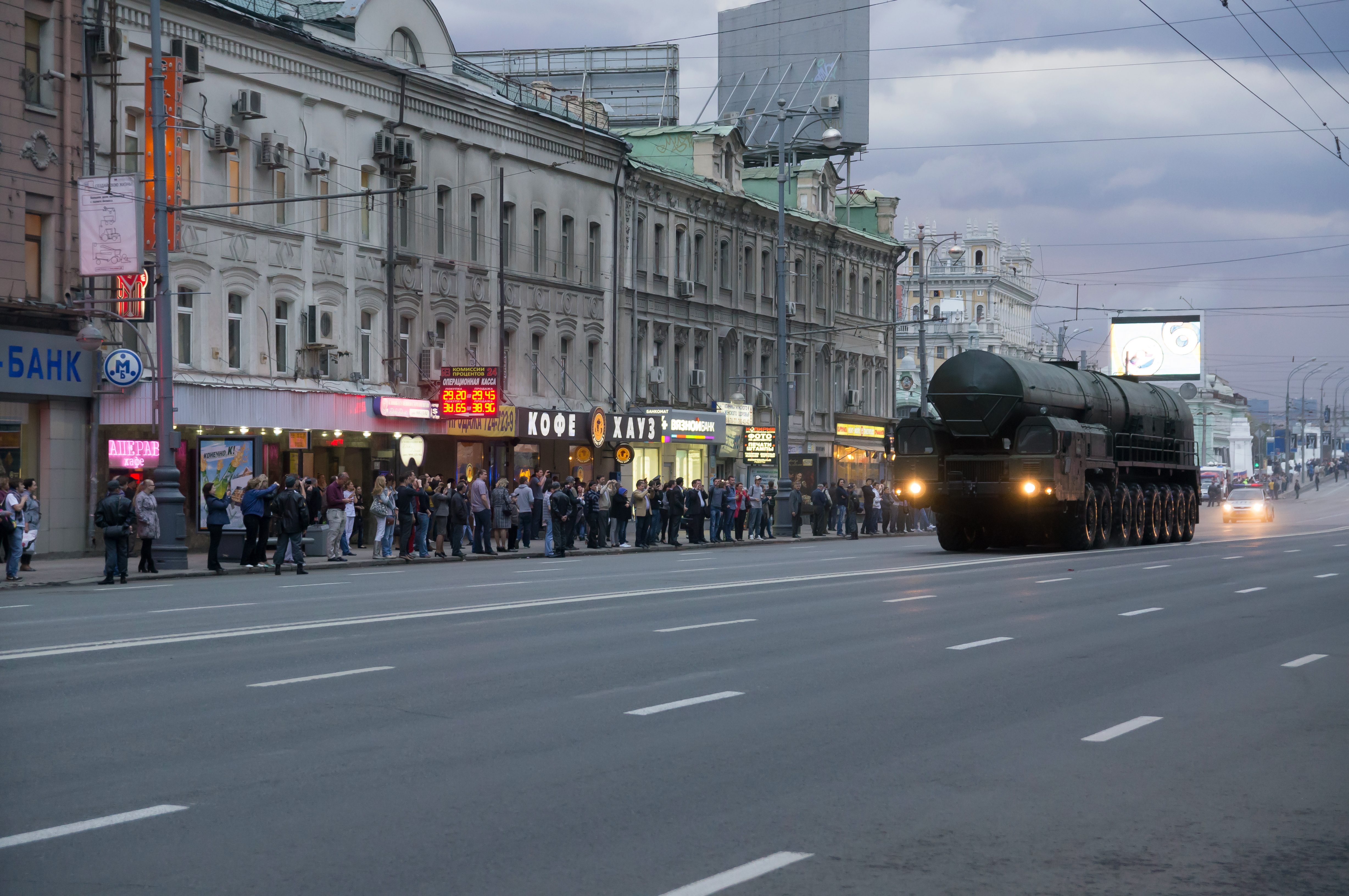
白杨M洲际导弹

1998年，开始生产白杨-M洲际战略导弹。

## 民用产品和服务
该企业在生产战略导弹时也没有停止生产民用产品，目前企业涉足的民用企业有：

### 工具生产
- 生产加工各种钢、合金及其他材料的整体硬质合金和高速钢切削刀具；
- 测量仪器;
- 技术设备、模具、冲压件；
- 非标设备及大型设备。

### 食品生产
- 主要为企业员工生产餐饮、糖果和烘培产品。[4]

### 民用服务
沃特金斯克工厂股份公司的热电厂发电量占沃特金斯克市总火力的 90%。

## 企业附属设施
- 康乐设施。
- 疗养院，1983年建成拥有120张床位的疗养院，为企业员工和子女提供服务。

## 名人
1837年至1848年的企业负责人是俄罗斯作曲家柴可夫斯基的父亲伊利亚·彼得罗维奇·柴可夫斯基（ Ilya Petrovich Tchaikovsky ，1795-1880）。

## 西方阵营制裁
2022年6月2日，沃特金斯克工厂因俄罗斯入侵乌克兰而被列入美国出口制裁名单。
2022年7月5日，该工厂被列入日本制裁名单。
2022 年 12 月 16 日，该工厂因为俄罗斯在侵略乌克兰战争期间使用的伊斯坎德尔和托奇卡-U 综合设施生产导弹和弹药而被列入欧盟制裁名单。